# Перемещённые культурные ценности

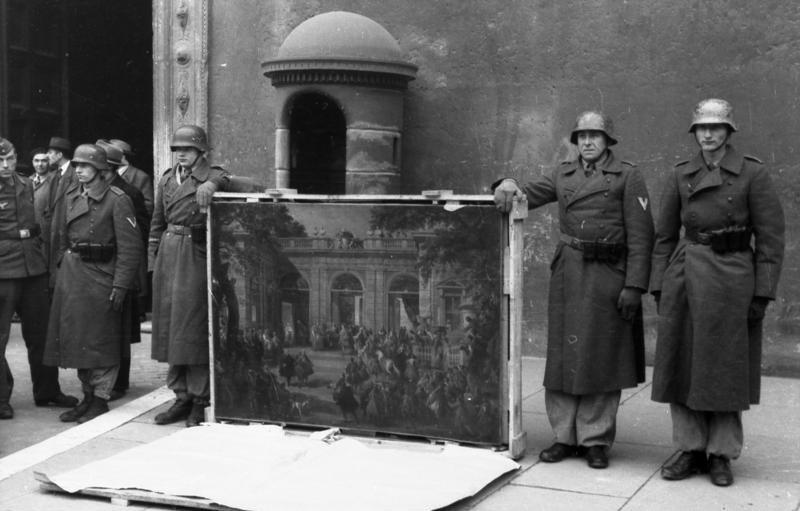
Солдаты дивизии «Герман Геринг» с одним из трофеев в 1944 году

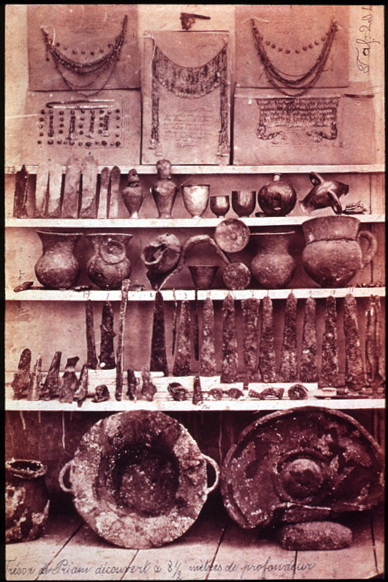
Образец трофейного искусства — клад Приама (ныне в ГМИИ им. Пушкина).

Перемещённые культурные ценности — культурные ценности, перемещённые из одного государства в другое в условиях ведения войны.
В международном праве рассматриваются в двух случаях:
- ценности, перемещаемые государством-агрессором с оккупированных им территорий,
- ценности, перемещаемые государством-победителем в качестве компенсаторной реституции с территории страны, являвшейся агрессором (то есть в качестве возмещения за культурные ценности, уничтоженные или разграбленные на его территории оккупантами)[1].

## Вывоз культурных ценностей с оккупированных нацистской Германией территорий
С началом Второй мировой войны в гитлеровской Германии был создан ряд специальных организаций для выявления и изъятия культурных ценностей на захваченных территориях. Среди них Аппарат генерального посредника для учёта немецких культурных ценностей на присоединённых восточных территориях («Генеральное посредничество „Восток“»), находившийся в ведении Гиммлера, отряд особого назначения под командованием штурмбанфюрера СС барона фон Кюнсберга, основанный министром иностранных дел Риббентропом, штаб рейхсляйтера Розенберга и учреждённый им «Центр по охвату и сбору культурных ценностей на оккупированных восточных территориях» и др. Помимо разграбления имущества оккупанты уничтожили многочисленные памятники культуры и истории, архитектурные шедевры с многовековой историей.
В ноябре 1942 года в Москве была учреждена специальная комиссия, в задачу которой входила «регистрация и расследование нанесений вреда и уничтожения собственности граждан, колхозов, публичных институтов, государственных предприятий и органов фашистской Германией и её союзниками».
В первые послевоенные годы Чрезвычайная государственная комиссия по установлению и расследованию злодеяний немецко-фашистских захватчиков и их сообщников (ЧГК) установила ущерб, нанесённый 64 особо ценным из 427 пострадавших советских музеев, а также 4000 библиотекам (уничтожено 115 млн печатных изданий) и архивам 19 областей (утрачено 17 млн дел) РСФСР. Всего же на территории РСФСР (вместе с Крымской АССР) в период немецкой оккупации пострадало 173 музея.
Минкультуры РФ составило «Сводный каталог культурных ценностей Российской Федерации, похищенных и утраченных в период Второй мировой войны» из 18 томов в 50 книгах, посвященный причиненному войной ущербу музеям, библиотекам, архивам Москвы и Санкт-Петербурга (включая пригородные дворцы-музеи), Московской, Ленинградской, Воронежской, Курской, Псковской, Ростовской, Смоленской, Новгородской областям, и Северному Кавказу, который включает 1.177.291 единицу хранения.
Значительная часть культурных ценностей, перемещённых из Советского Союза нацистскими организациями, хранилась на юге Германии. В 1945 году американские военные подразделения обнаружили нацистские склады в замках Хёхштедт-ан-дер-Донау и Кольмберг, а также в монастырях Картаузе-Буксхайм и Банц под Штаффельштайном. Американские офицеры, отвечавшие за охрану произведений искусства, сосредоточили археологические коллекции, картины, иконы, фарфоровые коллекции, барочную мебель, текстиль, книги и архивные материалы из нацистских складов в Центральных пунктах сбора в Мюнхене, Висбадене, а также в Архивном хранилище в Оффенбахе. Для идентификации объектов была создана специальная картотека. В соответствии с соглашениями союзников советская сторона выдвинула реституционные претензии. В результате в период с октября 1945 по сентябрь 1948 года американские оккупационные власти вернули представителям Советской военной администрации в Германии (СВАГ) в общей сложности 534 120 «предметов» 13 партиями. Поставки включали транспортные накладные и подтверждавшие передачу квитанции, подписанные обеими сторонами. При этом США не вернули СССР некоторые группы предметов, такие как балтийские и еврейские культурные ценности.
В 1997 году рабочая группа по советским культурным ценностям при Исследовательском центре Восточной Европы Бременского университета выпустила специальный компакт-диск с вводной брошюрой. На компакт-диске содержится вся известная на тот момент информация о культурных ценностях, возвращённых Советскому Союзу в период с 1945 по 1962 год, в частности, американской оккупационной администрацией в Германии в период с 1945 по 1948 год. Информация была подготовлена на основе материалов из фондов Национального архива США в Вашингтоне и Федерального архива Германии в Кобленце. Советские культурные ценности, оказавшиеся после войны в Советской зоне оккупации Германии, в исследовании не могли быть учтены, так как рабочая группа не получила доступа к российским архивам.
В 1997—2012 годах в Россию были возвращены некоторые культурные ценности, перемещенные в Германию во время Второй мировой войны и обнаруженные в государственном или частном владении. Возвращённые предметы в основном представляли собой картины, иконы или предметы мебели. Наиболее интересным стало обнаружение фрагментов Янтарной комнаты (одна из четырех мозаик и комод) из частной коллекции в Бремене; позолоченный крест с главного купола храма Святой Софии в Новгороде, который в 1942 году был вывезен из Новгорода солдатами испанской «Голубой дивизии»; каталог картинной галереи Императорского Эрмитажа, который находился в библиотеке Гатчинского дворца и принадлежал императору Александру III.

## Вывоз культурных ценностей из Германии в СССР
По окончании Великой Отечественной войны культурные ценности Германии и её бывших военных союзников — Болгарии, Венгрии, Италии, Румынии и Финляндии —  вывозились на территорию СССР специальными организациями трофейных бригад по выявлению и изъятию культурных ценностей на территориях Советской военной администрации (в Польше, Венгрии, Чехии, Словакии, Австрии, Германии) в соответствии с приказами политического руководства СССР и при активном участии органов СМЕРШ и НКВД. Большая часть была перемещена ещё до окончания войны и заседаний по реституции. При этом надлежащий учёт не производился, и единица измерения культурных ценностей не определялась. После безоговорочной капитуляции Германии Советский Союз в течение нескольких лет осуществлял бесконтрольный вывоз как советских, так и немецких предметов искусства из зоны оккупации. Советские власти исходили из того, что право на компенсацию признано прочими державами-победительницами и не подлежит сомнению. В период с 1945 по 1948 год уполномоченным Совнаркома и ГКО на получение репараций, возложенных на Германию по решению Потсдамской конференции, возвращение ценностей и имущества, вывезенного во время войны был Иосиф Титович Табулевич.
В 1955—1958 годах часть ценностей, включая Пергамский алтарь и Сикстинскую Мадонну, были возвращены ГДР, но без какого-либо упоминания права собственности на них СССР и при признании того факта, что данные ценности являются частью немецкого культурного наследия.

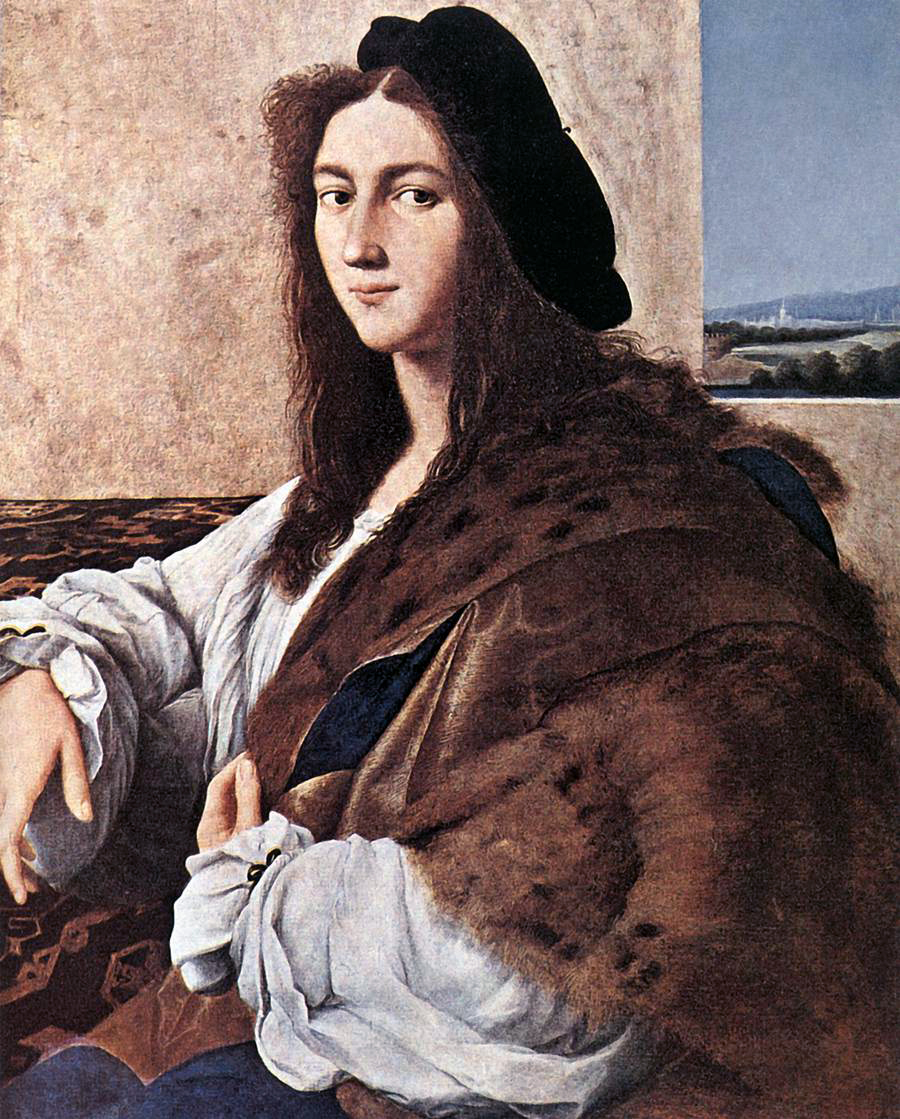
Утраченный при нацистском разграблении Кракова портрет кисти Рафаэля

По подсчётам немецкого Фонда прусского культурного наследия в России находится более одного миллиона объектов «трофейного искусства» и около 4,6 млн редких книг и манускриптов, вывезенных из Германии после Второй мировой войны. Свыше 200 тысяч из этих произведений искусства имеют музейную ценность. По данным российской стороны, речь идёт примерно о 1,3 млн книг, 250 тысячах музейных предметов и более 266 тысяч архивных дел.
В частности, в Эрмитаже хранится около 800 живописных произведений, 200 скульптур, папирусы из Австрийской библиотеки в Вене, японские и китайские произведения искусства из Восточноазиатского музея в Берлине.

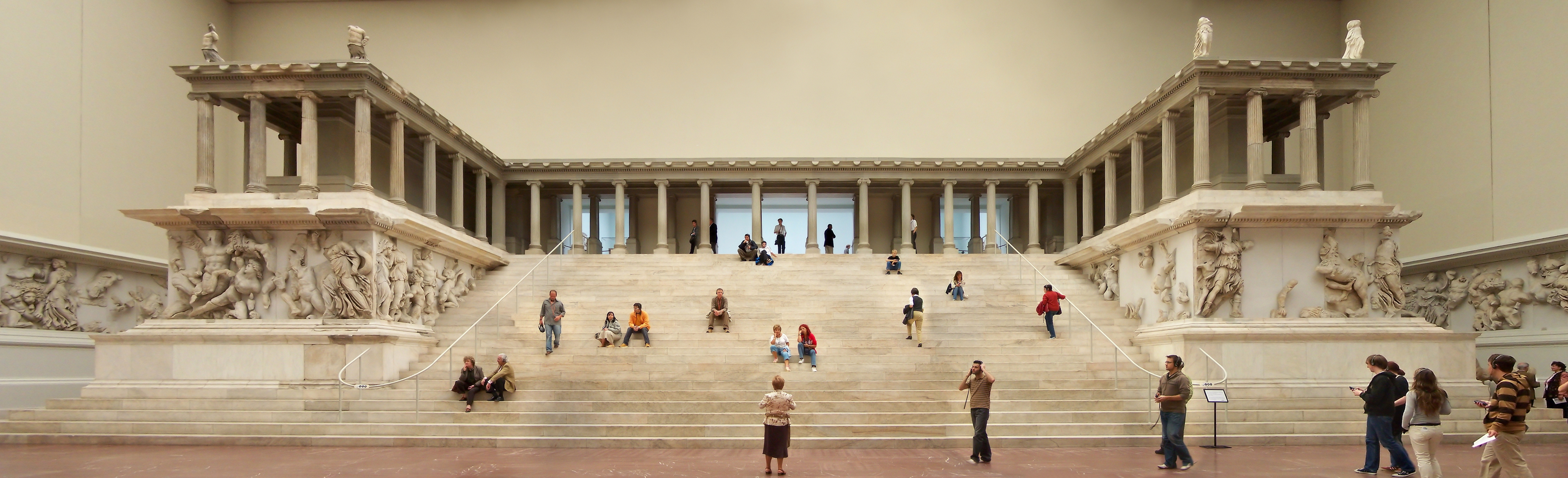
Пергамский алтарь был возвращён советскими властями в ГДР в 1958 году

В Германии государственные чиновники, научная общественность, представители культуры и искусства не прекращали усилий по установлению местонахождения перемещённых немецких культурных ценностей. Более того, немецкая общественность активно поддерживает идею возврата этих ценностей в Германию. В свою очередь, Россия указывает на большое этическое значение компенсаторной реституции как момент восполнения ущерба, нанесённого национальному достоянию страны в результате немецкой военной агрессии. Правовой статус всех оставшихся в России перемещённых культурных ценностей регулируется законодательством Российской Федерации согласно Федеральному закону «О культурных ценностях, перемещённых в Союз ССР в результате Второй мировой войны и находящихся на территории Российской Федерации» от 19 апреля 2000 года — «все перемещённые культурные объекты, вывезенные в СССР во исполнение его права на компенсаторную реституцию и находящиеся на территории Российской Федерации, принадлежат Российской Федерации и являются федеральной собственностью».

## Попытки решения проблемы
Договор «О добрососедстве, партнёрстве и сотрудничестве между СССР и ФРГ» от 9 ноября 1990 года в статье 6 установил, что «Советский Союз и ФРГ соглашаются уведомить друг друга о нахождении на своей территории предметов искусства другой стороны договора и признают справедливым возвращение культурных шедевров их владельцам».
В 1992 году канцлер Гельмут Коль и президент Борис Ельцин приступили к обсуждению возможности возвращения в Германию перемещённых ценностей из России. Была создана совместная комиссия, начались интенсивные двусторонние переговоры. К концу 1994 года Борис Ельцин пообещал вернуть культурные ценности Германии, но Государственная Дума РФ и Совет Федерации заняли противоположную позицию.
15 апреля 1998 года был принят Федеральный закон N 64-ФЗ «О культурных ценностях, перемещённых в Союз ССР в результате Второй мировой войны и находящихся на территории Российской Федерации». Согласно этому закону перемещённые после Второй мировой войны культурные ценности, оставшиеся в России, были и являются её национальным достоянием. Президент РФ отказался подписать этот закон, так как по его мнению данный закон не может считаться принятым, поскольку при повторном его рассмотрении в палатах Федерального Собрания была нарушена конституционная процедура одобрения федерального закона: голосование должно осуществляться членами Совета Федерации на заседании палаты, а не в форме опроса посредством подписных листов; в нарушение Регламента на заседании Государственной Думы не присутствовало необходимого числа депутатов и не был соблюдён принцип личного голосования депутатов. Но Конституционный суд РФ обязал президента подписать закон.
По мнению немецкого профессора А. Бланкенагеля, этот закон «является, возможно, нарушением права собственности различных собственников: Федеративной Республики Германии, как немецких юридических и физических лиц, так и юридических и физических лиц других государств, чья собственность захвачена немецкими, а потом советскими войсками». Закон, по его мнению, противоречит пункту 2 статьи 16 договора о дружбе между СССР и ФРГ от 9 ноября 1990 года и статье 15 Конвенции о сотрудничестве в области культуры между РФ и ФРГ от 8 июля 1993 года, которые устанавливают обязанность сторон возвратить утерянные или нелегально перемещённые культурные ценности.
В. Адрианов, критикуя позицию А. Бланкенагеля, отметил, что «в совместном заявлении правительств ФРГ и ГДР от 15 июня 1990 года по этому поводу специально говорилось: „Меры по изъятию имущества, принятые на основе прав и верховенства оккупационных властей (за 1945—1949 гг.), являются необратимыми“. В соответствии с положениями пункта 1 статьи 41 Договора между Федеративной Республикой Германии и Германской Демократической Республикой о строительстве германского единства от 31 августа 1990 года (Договор об объединении) упомянутое Совместное заявление является его составной частью. В соответствии с пунктом 3 статьи 41 Договора об объединении Федеративная Республика Германия не будет издавать нормативных актов, которые противоречили бы процитированной выше части Совместного заявления».
Консультант Гельмута Коля, сотрудник частной галереи Людвига в Кёльне Хенге Маквикерн сказал: «Реституция, пересматривающая итоги Второй мировой войны, может вызвать опасный прецедент. Музейщики мира, люди в большинстве своем консервативные, критически относятся к реституции. Её опасаются все музеи Европы».
Директор ГМИИ имени Пушкина Ирина Антонова заявила: «Возврат ценностей — это начало передела художественных коллекций всего мира. Античные мраморы в Британском музее — они ведь были просто выломаны из Парфенона и вывезены в Англию. А огромные коллекции африканского искусства в музеях США? В Лувре — итальянские коллекции, захваченные Наполеоном. И это не было компенсацией за разорение или потери в войне — это был просто бандитский налет Наполеона!»
В 1999 году по заявлению президента РФ Конституционный суд рассмотрел вопрос о конституционности закона N 64-ФЗ и признал не соответствующим Конституции РФ те его положения, которые устанавливали, что являются достоянием Российской Федерации и находятся в федеральной собственности перемещённые культурные ценности, которые вывезены из государств, кроме Российской Федерации и республик бывшего Союза ССР, территории которых были полностью или частично оккупированы войсками «бывших неприятельских государств» на том основании, что данные государства утратили право собственности на эти ценности и соответственно не вправе предъявить претензии к Российской Федерации об их возврате, если они не заявили требований об их реституции в установленные сроки, а именно до 15 марта 1948 года — в отношении Болгарии, Венгрии, Италии и Румынии, до 15 сентября 1948 года — в отношении Финляндии и до 1 февраля 1950 года — в отношении Германии. Были признаны неконституционными также положения, которые устанавливали, что являются достоянием Российской Федерации и находятся в федеральной собственности перемещённые культурные ценности, государственная принадлежность которых не установлена. Но положения закона в части, относящейся к перемещённым культурным ценностям, являвшимся собственностью «бывших неприятельских государств» были признаны конституционными.
Федеральный Конституционный суд ФРГ в своём решении от 18 апреля 1996 года указал, что признание законности и правомерности осуществлённых в годы Второй мировой войны изъятий собственности, их необратимости и исключение их пересмотра или ревизии судами Германии либо другими государственными органами являлось одним из условий, на которых СССР дал своё согласие на воссоединение Германии в 1990 году. Данное условие имеет обязывающую силу и по отношению к Германии, и по отношению к Российской Федерации как правопреемнице СССР. Российские юристы и публицисты трактуют его как относящееся также к перемещённым культурным ценностям.
13 июня 2005 года, выступая в Государственной думе РФ, министр культуры и массовых коммуникаций РФ Александр Соколов заявил, что от России требуют возвращения перемещённых ценностей восемь стран: Австрия, Бельгия, Венгрия, Германия, Греция, Люксембург, Нидерланды и Украина. Россия может удовлетворить часть этих претензий. Австрия, в частности, хочет вернуть экспонаты из Австрийской национальной библиотеки, Венгрия — библиотеку Шарошпатакского реформаторского колледжа, Греция — архив еврейской общины города Салоники, Нидерланды — архивные документы, живопись и гравюры, Бельгия — 40 архивных фондов, Украина — фрагменты фресок.

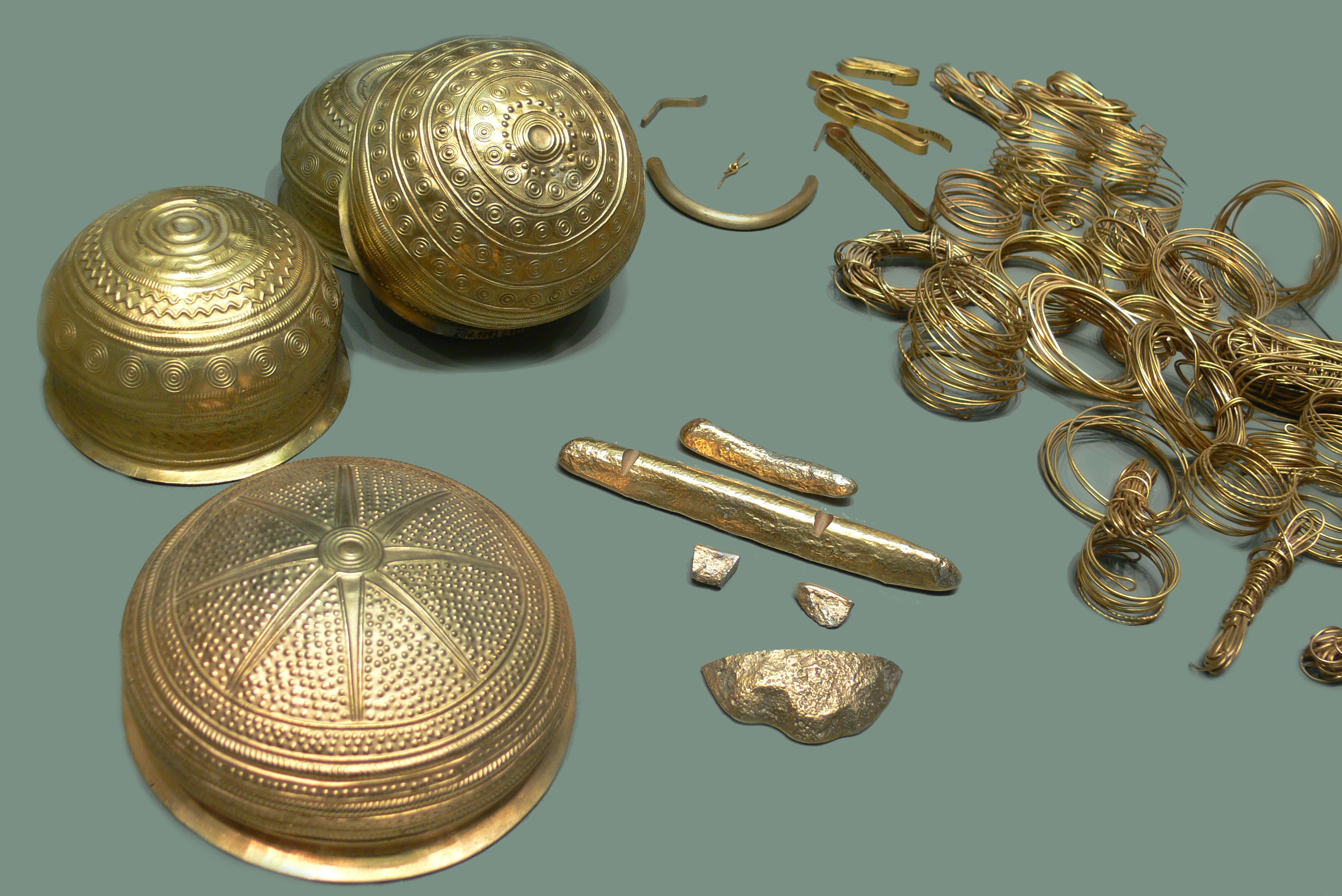
Эберсвальдский клад находится в запасниках ГМИИ им. Пушкина

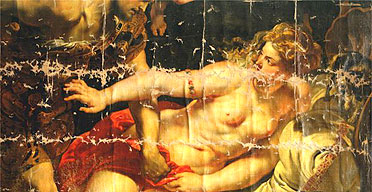
Пропавшее из дворца Сан-Суси полотно Рубенса «Тарквиний и Лукреция» (собрание В. А. Логвиненко, Москва)

## Венгерская коллекция
Более полутора сотен произведений искусства, принадлежавших семи венгерским предпринимателям еврейского происхождения, в 1944 году были конфискованы и отправлены в Германию, где затем были обнаружены советскими войсками и в неофициальном порядке вывезены в СССР, где были переданы в музей г. Горького. К настоящему времени из 151 произведения, подаренного музею, в Нижнем Новгороде остаются 53 картины и восемь скульптур. Более 70 картин находятся в московском центре им. Грабаря. Пять работ хранятся в ГМИИ им. А. С. Пушкина. 15 произведений были переданы Венгрии в 1972 году, ещё две работы в 1992 году отдал венгерскому правительству Борис Ельцин.
В иске, поданном в 1999 году в Пресненский суд г. Москвы, наследница барона Андре Херцога Марта Ниренберг, проживающая в США, потребовала вернуть ей семнадцать полотен из семейной коллекции. Прежде чем принять дело для рассмотрения по существу, столичный суд предложил наследнице уплатить госпошлину за подачу искового заявления в размере 1 миллиарда рублей, так как по мнению суда эта сумма составляет 1,5 % от стоимости картин. Лишь Верховный суд РФ признал, что требуемая сумма не может рассматриваться иначе, как «установление невыполнимого для истицы требования и незаконное воспрепятствование в осуществлении её права на судебную защиту».

## Польша и Германия
Летом 2007 года между Польшей и Германией вспыхнул скандал по поводу перемещённых культурных ценностей, находившихся в восточных районах Германии, которые согласно решениям союзников по антигитлеровской коалиции после Второй мировой войны отошли Польше. Министр иностранных дел Польши Анна Фотыга категорически отвергла требования ФРГ по возврату Польшей культурных ценностей, заявив в интервью газете Gazeta Wyborcza, что Польша эти ценности не захватывала — «они были брошены бежавшими нацистами, так что, согласно международному праву, они принадлежат Польше». Анна Фотыга заявила, что Польша, со своей стороны, может предъявить компенсационные претензии Германии: «Наши потери мы оцениваем более чем в 20 млрд долл.»

## Польша и Украина
Проблема взаимной реституции перемещенных культурных ценностей, вывезенных в XX веке, решается между Польшей и Украиной. Например, Польша передала Украине часть архива общества Просвита за период с 1868 по 1923 годы.

## Россия и Франция
На территории, занятой советскими войсками, оказались французские культурные ценности. Например, в Судетской области были французские архивные документы, вывезенные туда гестапо в 1940 году. В советский период Франции была возвращена небольшая часть этих документов. Дело в том, что значительную часть архивных фондов составляли секретные документы французских спецслужб. В 1992—1993 годах между Россией и Францией были заключены соглашения о возврате документов. Только за период с декабря 1993 года по май 1994 года Франции передано более 900 тыс. вывезенных французских архивных дел из ЦХИДК. В обмен Франция оплатила микрофильмирование (7 млн кадров) тех документов, которые указала российская сторона, передала РФ 12 судовых журналов российских и советских кораблей, совершавших плавание в Средиземном море в 1920-е годы, 255 архивных дел по русской эмиграции и около 300 тыс. франков на обеспечение сохранности российских архивных документов. Передача вызвала сильное общественное возмущение в России и в мае 1994 года была приостановлена. В 2002 году во Франции реституирована еще большая партия архивных документов. Тем не менее, часть французских документов по состоянию на 2012 год остается в России.

## Вывоз предметов искусства из музеев Украины в период вторжения России на Украину
В период вторжения России на Украину войска Российской Федерации производили массовый вывоз предметов искусства из музеев на оккупированной территории Украины. В частности, в 2022 году во время российской оккупации Херсона российские войска вывезли из Херсонского художественного музея имени Алексея Шовкуненко 10 тысяч экспонатов.
По состоянию на 13 января 2024 года, сотрудникам музея удалось идентифицировать и установить местонахождение 80 произведений искусства, вывезенных российскими войсками.